# دوري جزر كوك لكرة القدم 2001
دوري جزر كوك لكرة القدم 2001 (بالإنجليزية: 2001 Cook Islands Round Cup)‏ هو موسم من دوري جزر كوك لكرة القدم. فاز فيه Nikao Sokattak F.C. ‏.